# Levi (jméno)
Levi je mužské křestní jméno. Pochází z hebrejského jazyka a znamená přivinuvší se. Jméno je spojováno s hebrejským slovesným kořenem לוה, jenž se mimo jiné používá ve významu „provázet“. Ve Starém zákoně byl Levi (hebrejsky לֵוִי) třetí syn Jákoba a jeho ženy Ley. Tento Levi je považován za předka jednoho z dvanácti izraelských kmenů. V Novém zákoně se vyskytuje jméno Levi jako druhé jméno apoštola Matouše.

## Známí nositelé
- Levi Strauss, německo-židovský vynálezce modrých džínů.
- Levi Hank Gilbert-Adler, syn americké herečky židovského Sary Gilbert a její partnerky Allison Adler.
- Levi Alves MacConaughey, syn amerického herce Matthewa MacConaugheyho a jeho manželky Camily Alves.
- Levi Asher, Americký scenárista a návrhář webu
- Levi Addison Ault, kanadsko-americký obchodník
- Levi Boone, americký politik a starosta Chicaga
- Levi Celerio, filipínský skaldatel a textař
- Levi Coffin, americký vydavatel a bílý abolicionista
- Levi Eshkol, izraelský politik a premiér Izraele
- Levi Leipheimer, americký profesionální cyklista
- Levi Leiter, americký obchodník
- Levi Lincoln, Sr., americký revolucionář a státník
- Levi Lincoln, Jr., americký právník a politik
- Levi P. Morton, americký politik a viceprezident Spojených států
- Levi Porter, britský fotbalista
- Levi Seacer, Jr., americký hudebník
- Levi Stubbs, americký zpěvák
- Levi Twiggs, americký strážník
- Levi Woodbury, americký politik
- Levi Yitzchak, rabín

## Fiktivní nositelé
- Levi – zvířecí postava v americko-kanadském seriálu Sue Thomas: Agentka FBI
- Dolly Levi – titulní postava z Broadwayského muzikálu Hello, Dolly!
- Levi Ackerman – postava z mangy Attack on Titan